# Wilhelm Günther von Heyden
Wilhelm Günther Hermann Detloff von Heyden (* 31. Juli 1908 in Berlin; † 13. November 2004 in Oklaj, Gespanschaft Šibenik-Knin, Kroatien) war ein deutscher Diplomat, der seine Laufbahn im Jahr 1935 in der NS-Zeit begann und nach dem Krieg ab 1951 im Auswärtigen Dienst der Bundesrepublik Deutschland in Europa und im asiatischen Raum fortsetzte. Er war unter anderem Generalkonsul in Hongkong und Botschaftsrat in Indiens Hauptstadt Neu-Delhi.

## Biografie

### Ausbildung und erste Stationen
Nach der Schule studierte er in Bonn und war seit 1928 Mitglied des Corps Borussia Bonn. Zum 1. Dezember 1934 trat er der NSDAP bei (Mitgliedsnummer 3.592.603). Er arbeitete von 1935 bis zum Ende des Zweiten Weltkriegs 1945 im Auswärtigen Dienst für das Hitlerregime. Er trug den Titel Legationsrat und durchlief folgende Stationen:
- 1936: Kopenhagen,
- 1937–1938: Kairo,
- 1939: Cleveland,
- 1940: Washington, D.C.,
- 1944–1945: Dienststelle des Reichsbevollmächtigten für Italien.

### 1945 bis 1973
Heyden wurde 1945/1946 in Deutschland und Italien interniert, danach entnazifiziert.
Er fand im Jahr 1948 eine Anstellung als Redakteur beim Handelsblatt, wo er bis 1951 tätig war. Nach der Gründung der Bundesrepublik hatte er sich wieder für den Auswärtigen Dienst beworben. Zusammen mit weiteren früheren deutschen Diplomaten gelang ihm die Wiedereinstellung.
Von Heyden wurde 1951 dem Stellvertretenden Leiter der Delegation für die Pleven-Plan-Konferenz in Paris zugeteilt. 1953 wechselte er in das Bundespräsidialamt, wo er noch im Mai des gleichen Jahres zum Leiter des Referats 2 (u. a. zuständig für wirtschaftliche Fragen, Protokollangelegenheiten, Staatsangehörigkeits- und Passangelegenheiten, Auswanderung, Jüdische Probleme, Besatzungsfragen, deutsches Vermögen im Ausland) berufen wurde. Im Zeitraum 1957/1958 war von Heyden Leiter des Referats 1 (Aufgabenbereiche: Protokollfragen, Verkehr mit dem Auswärtigen Amt, Auswanderungsfragen, Angelegenheiten der Deutschen im Ausland, Fragen des Judentums).
Die folgenden fünfzehn Jahre übernahm er wieder diplomatische Aufgaben: 1958 bis 1963 war er Botschaftsrat in Neu-Delhi. Dann wechselte er in die Zentrale des Auswärtigen Amtes in Deutschland. In seinem letzten diplomatischen Amt war er Generalkonsul in Hongkong, Amtsantritt am 6. Juni 1968, danach, ab 5. April 1973, ging er in Pension.
Eine offizielle Anerkennung seines diplomatischen Wirkens für Deutschland blieb ihm wegen seiner NS-Vergangenheit verwehrt.